# Caramell

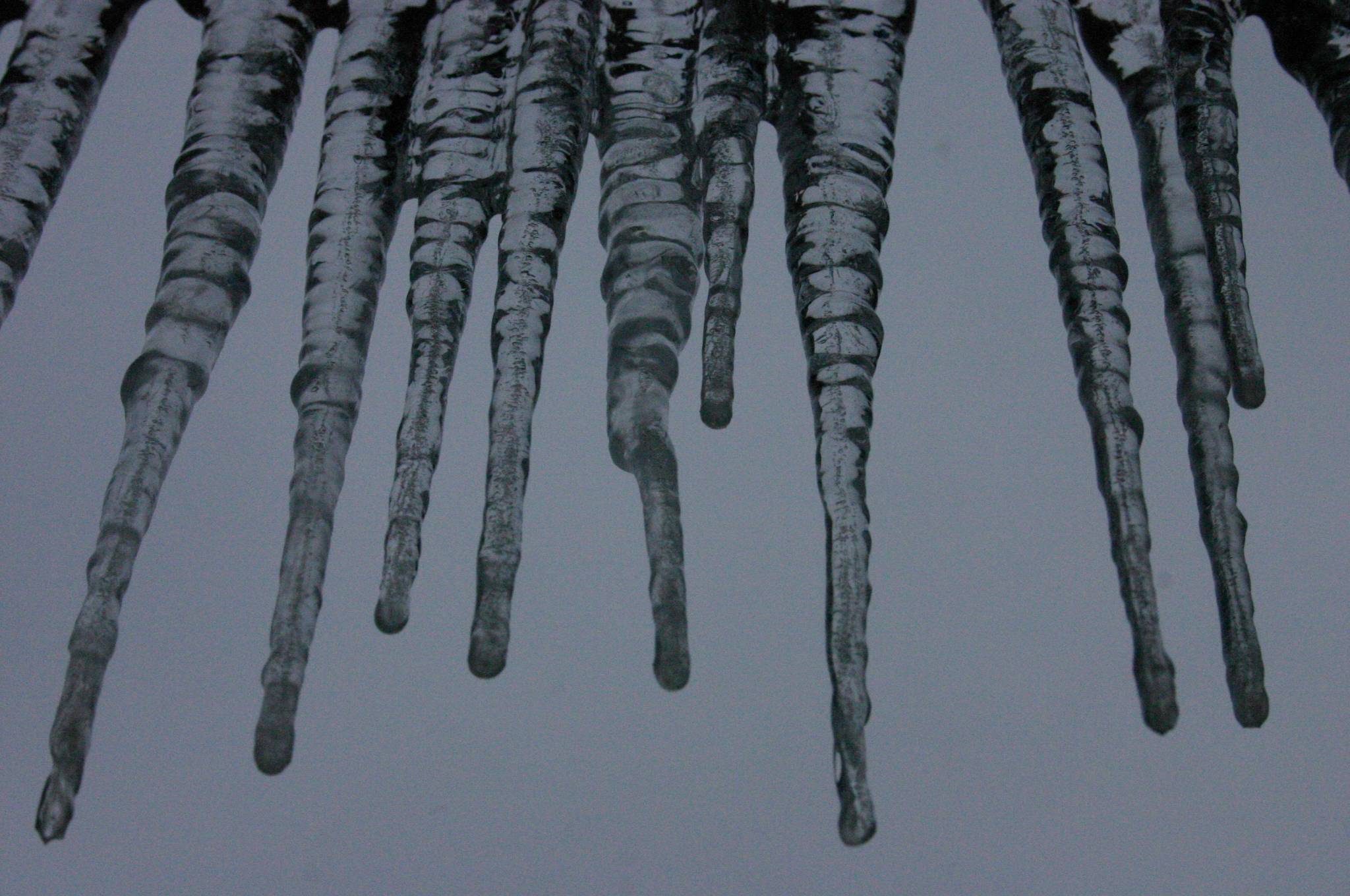
L'estructura d'uns caramells en procés de desglaç.

Un caramell (en valencià, canelló) és un regalim glaçat o penjoll de glaç llarg i punxegut que es forma quan l'aigua que goteja o regalima d'un objecte es congela per efecte de la gelada (glaçada). Es formen sovint quan el gel (glaç) o la neu es fon (desglaç, desgel) per la calor del sol (o qualsevol altra font de calor) i després, aquesta aigua entra en contacte amb unes temperatures inferiors a 0 °C i es torna a congelar, però aquesta vegada en forma de regalim (procés de congelació que s'esdevé típicament de nit, quan hi ha més gelada).
Normalment els caramells són cons relativament rectes i punxegut visibles en les barbacanes de les cases, però l'efecte del vent o un degoteig molt lent poden crear formes inesperades.
Si el procés de congelació i desglaç continua, el caramell augmenta en llargària i grossària. El pes que poden arribar a tenir els caramells pot ser perillós per l'estructura d'un teulat o les branques a les quals pengen.

## Nota
En català, la paraula "caramell" també té altres significats. Es pot usar, entre altres coses, per a referir-se als estalactites que es formen de regalims de minerals als sostres de les coves. Vegeu la definició al Diccionari català de l'Enciclopèdia, al DIEC i també a l'Alcover-Moll.
També té l'accepció de cab, corda. Joaquim Ruyra en "L'èxtasi de l'oncle Ventura"

## Galeria d'imatges

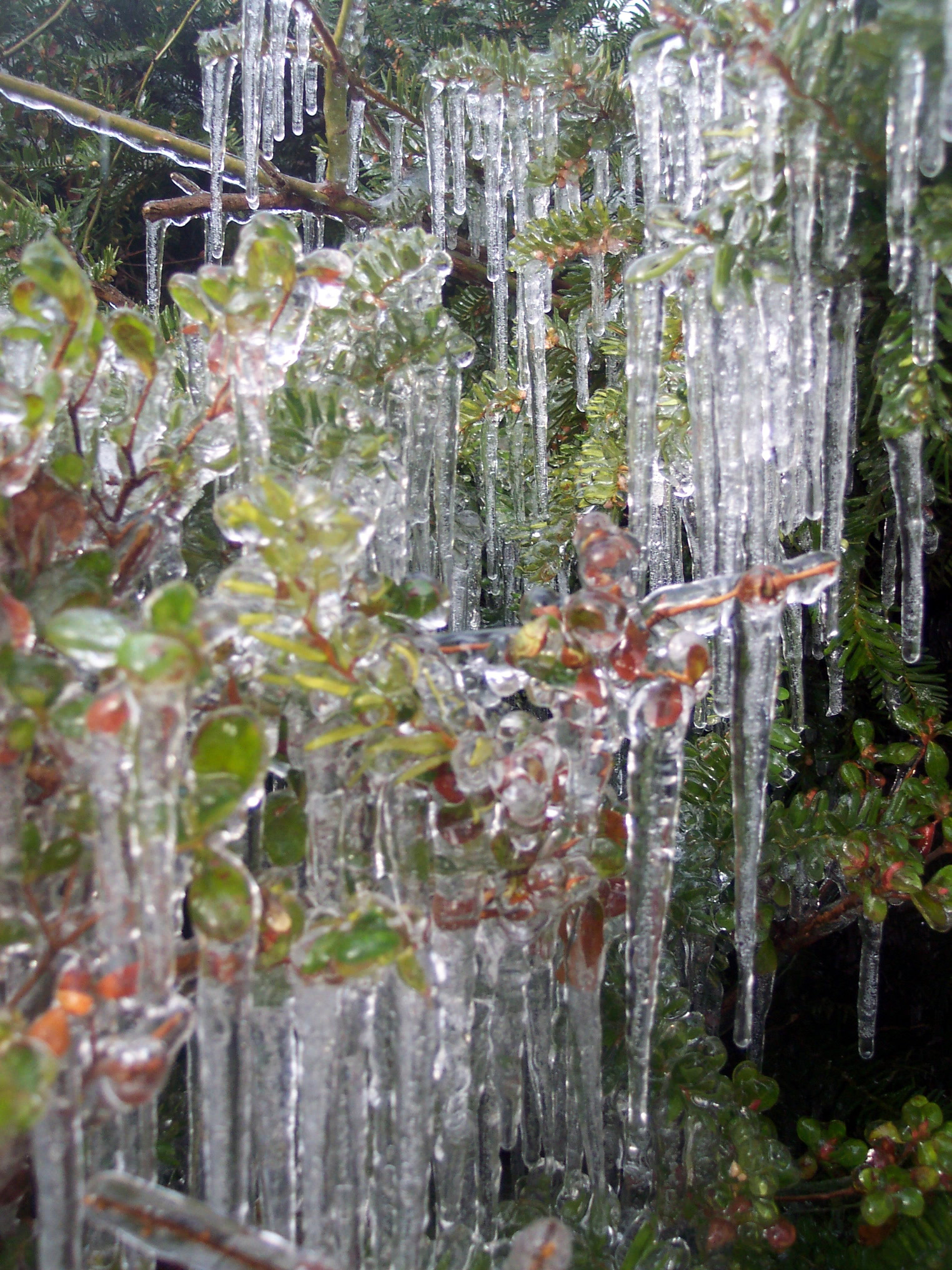
Caramells en un arbust.
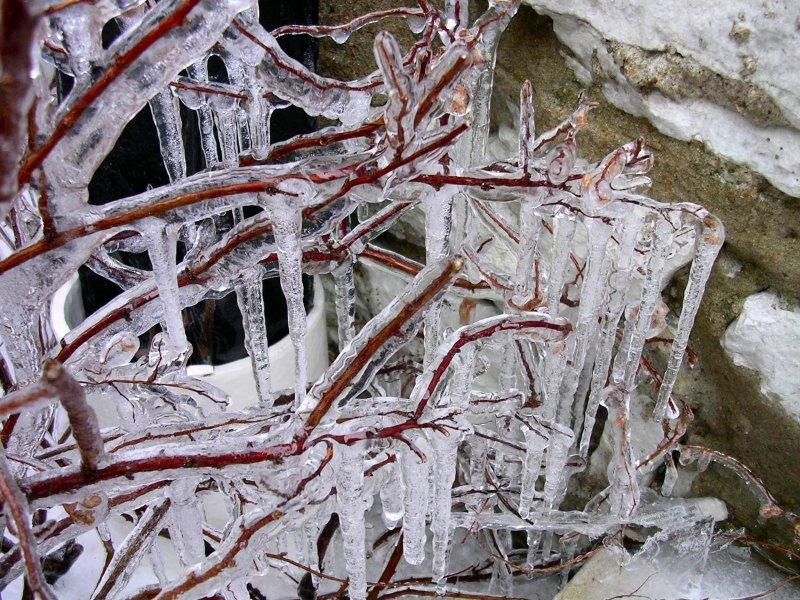
Caramells penjant d'un arbust.
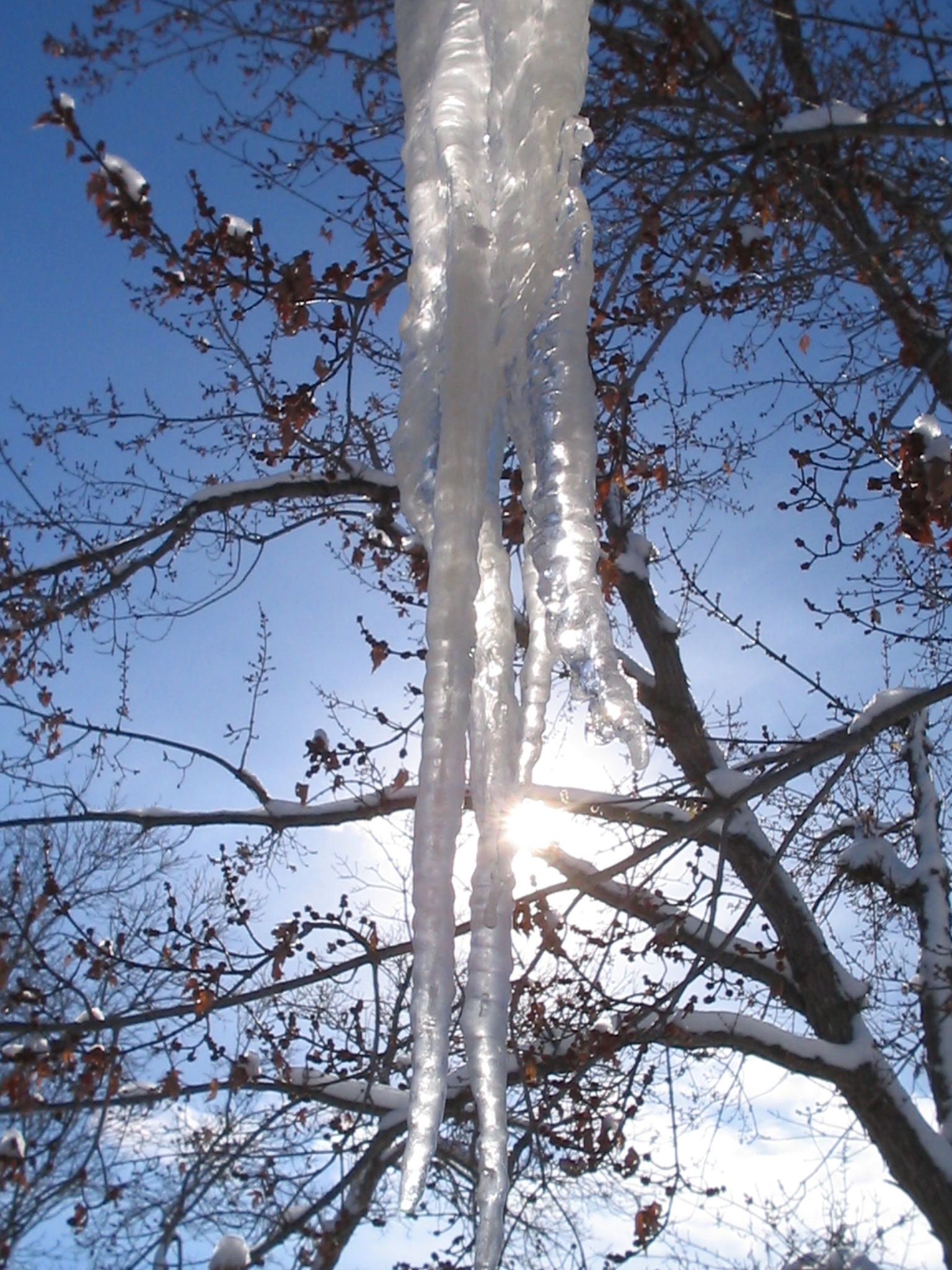
Conglomerat de caramells penjant d'un arbre.
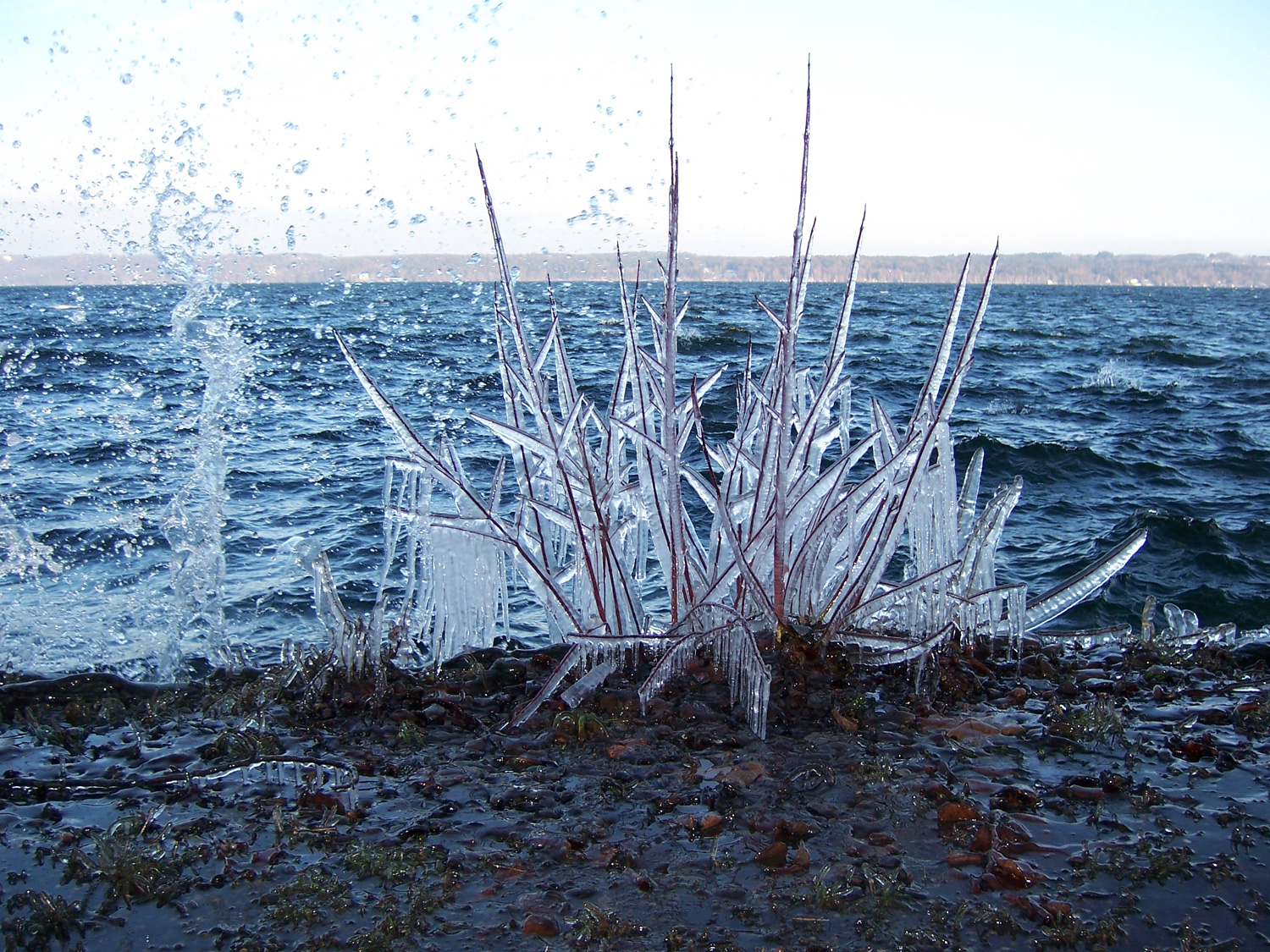
Planta congelada amb caramells a la vora del Llac de Starnberg (Starnberger See), Alemanya.
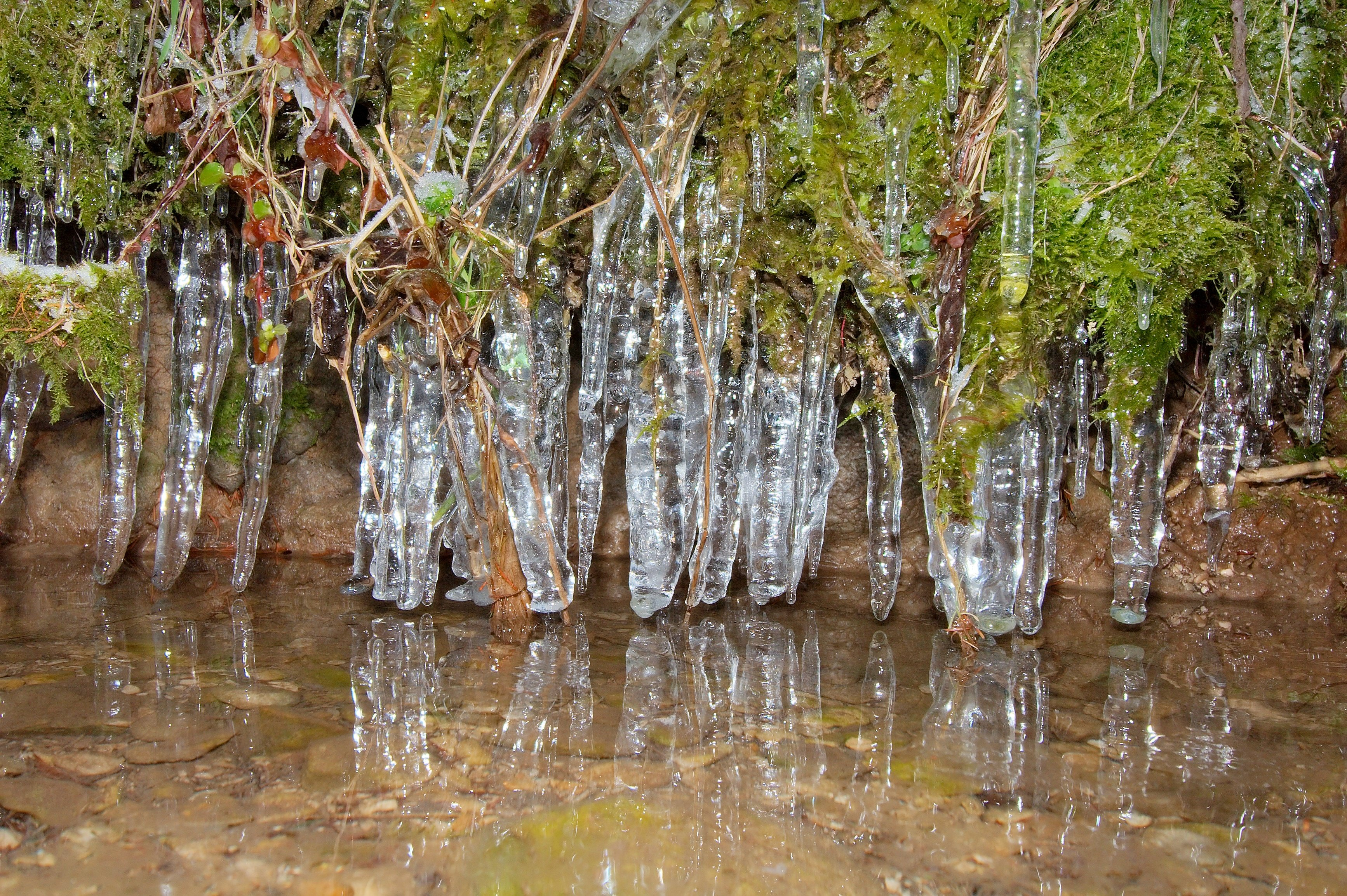
Caramells arribant a un riuet.
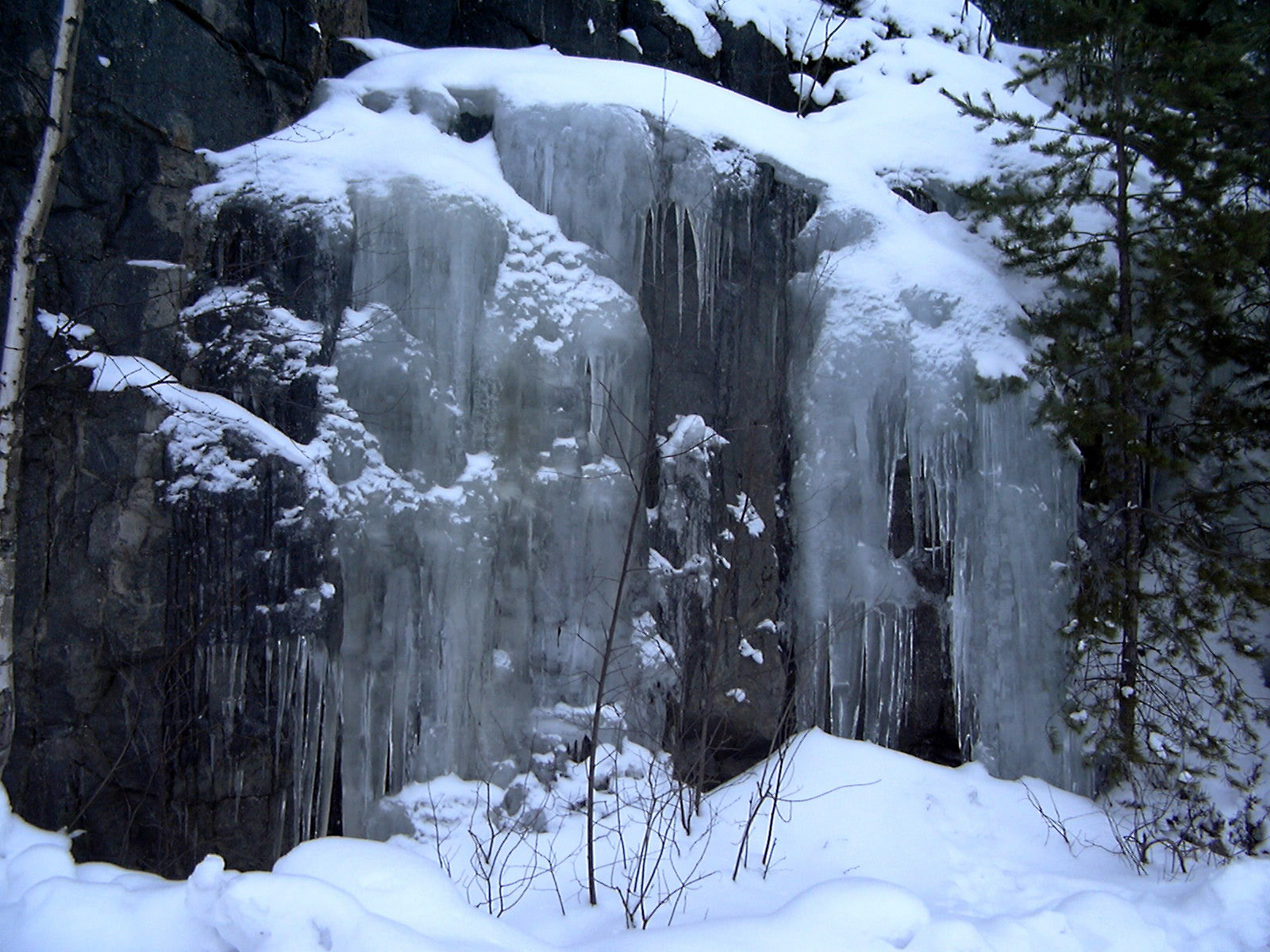
Cascada congelada amb grans masses de gel i caramells, Savonlinna, Finlàndia.
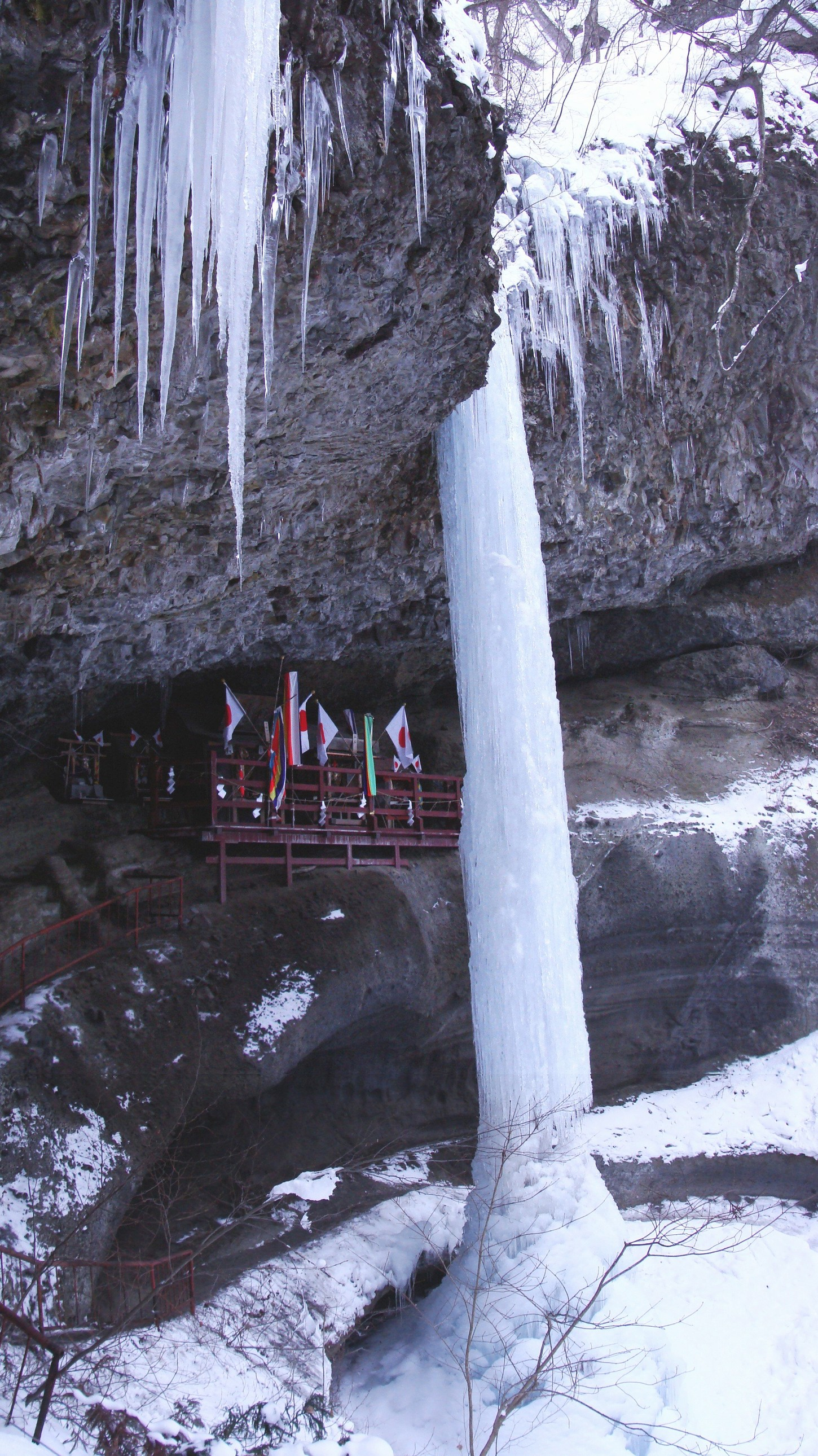
Cascada congelada amb caramells al Japó.
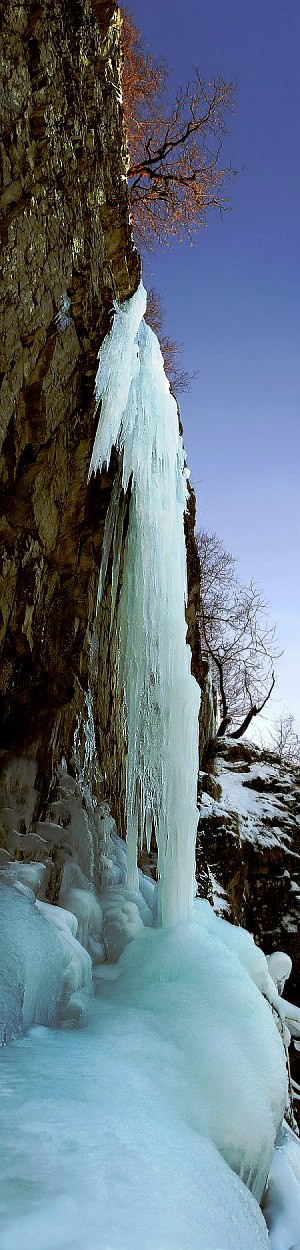
Una altra cascada congelada plus caramells al Japó.
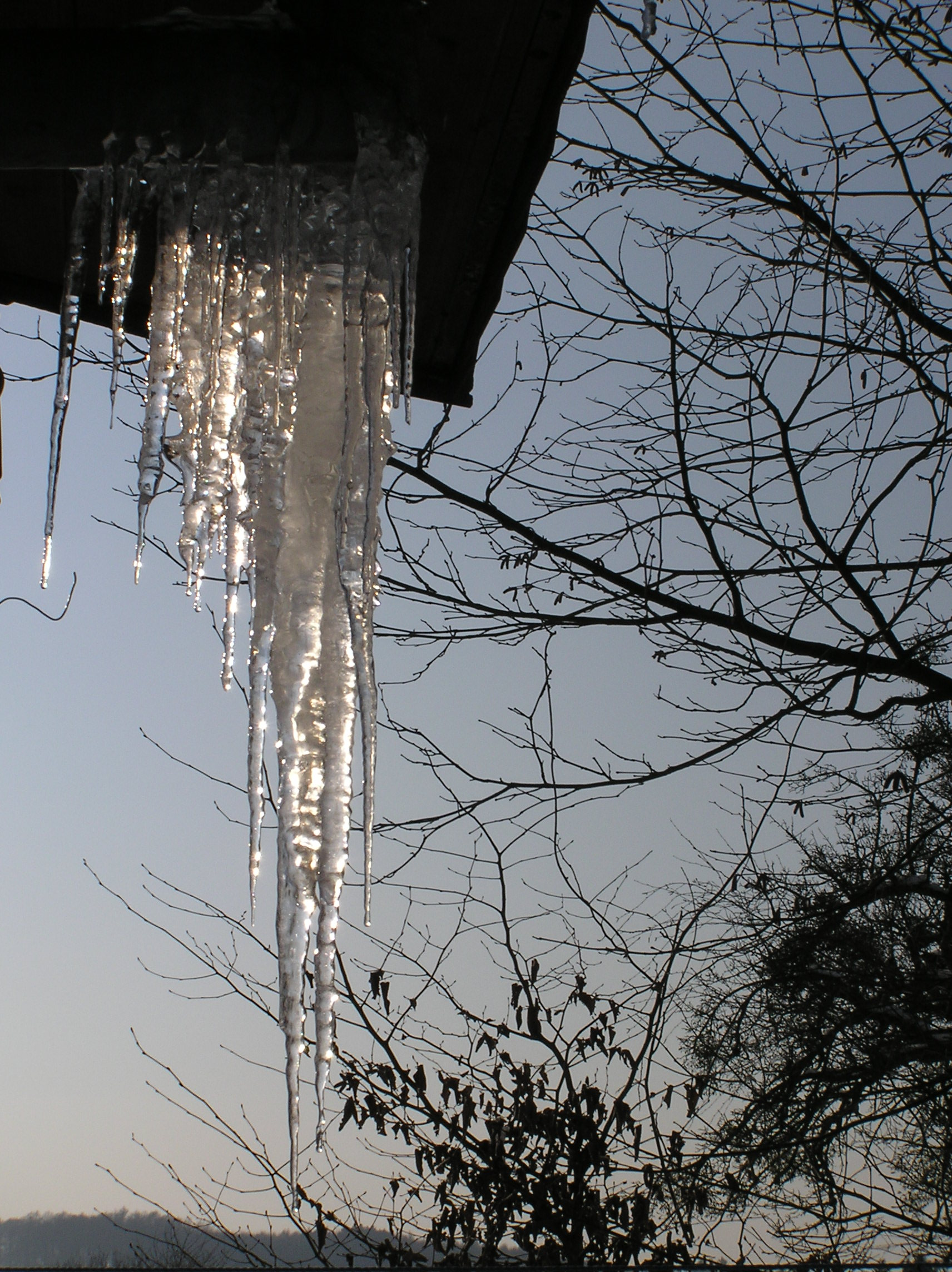
Aglomerat de caramells penjant d'un ràfec, a contrallum.
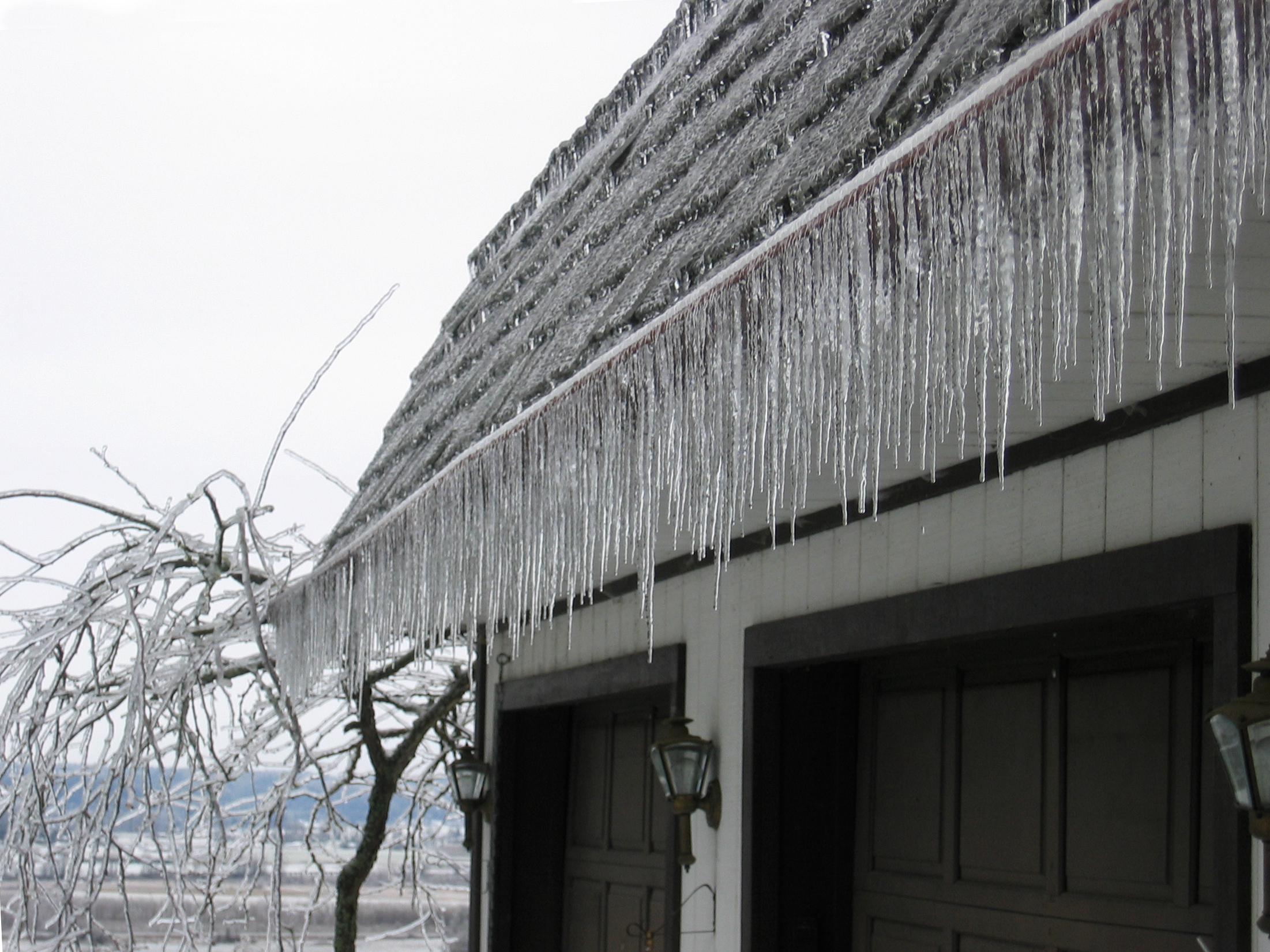
Teulada congelada amb filera de caramells, a l'estat de Washington, EUA.
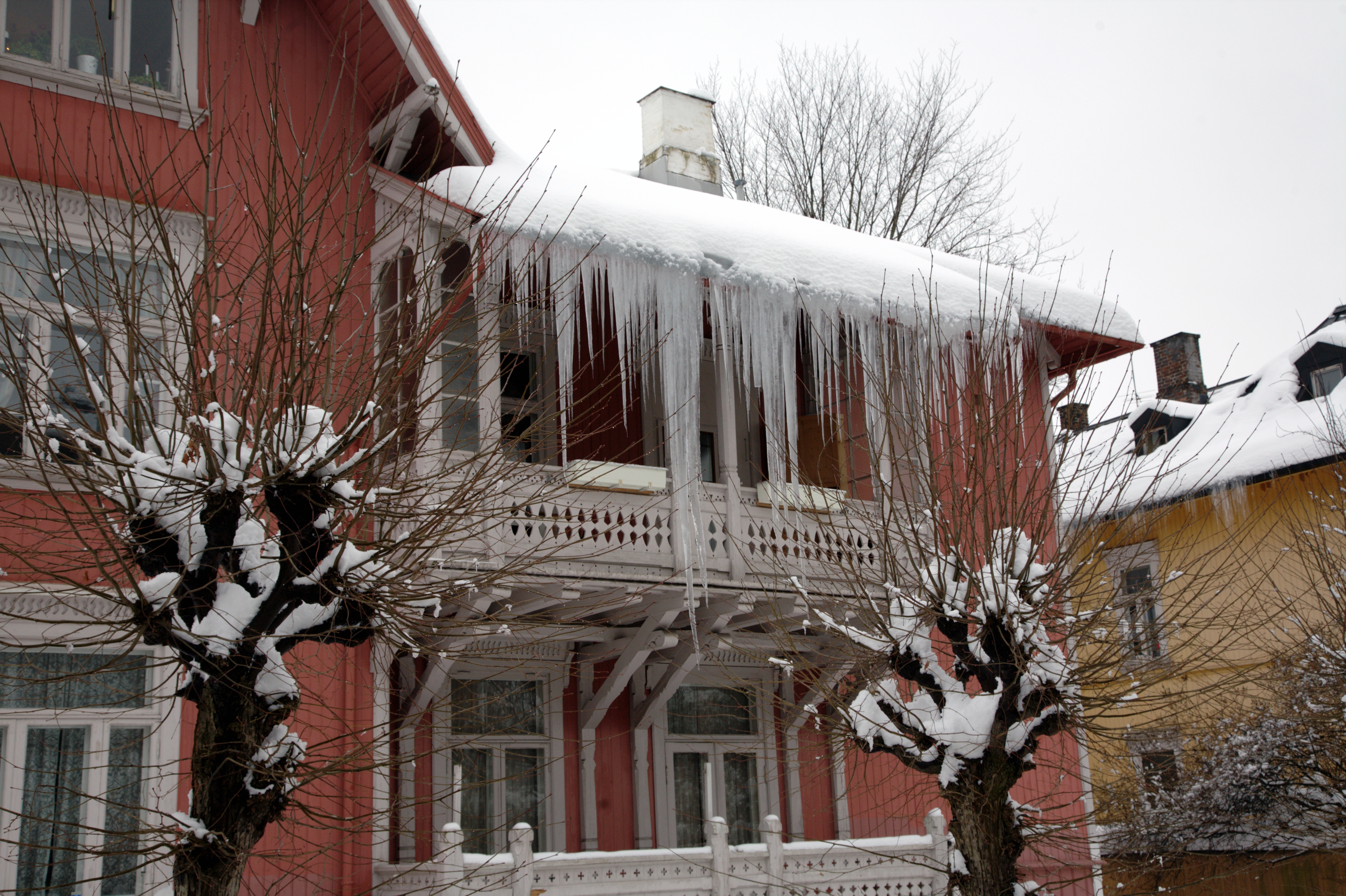
Cortina de caramells a un edifici d'Oslo, Noruega.
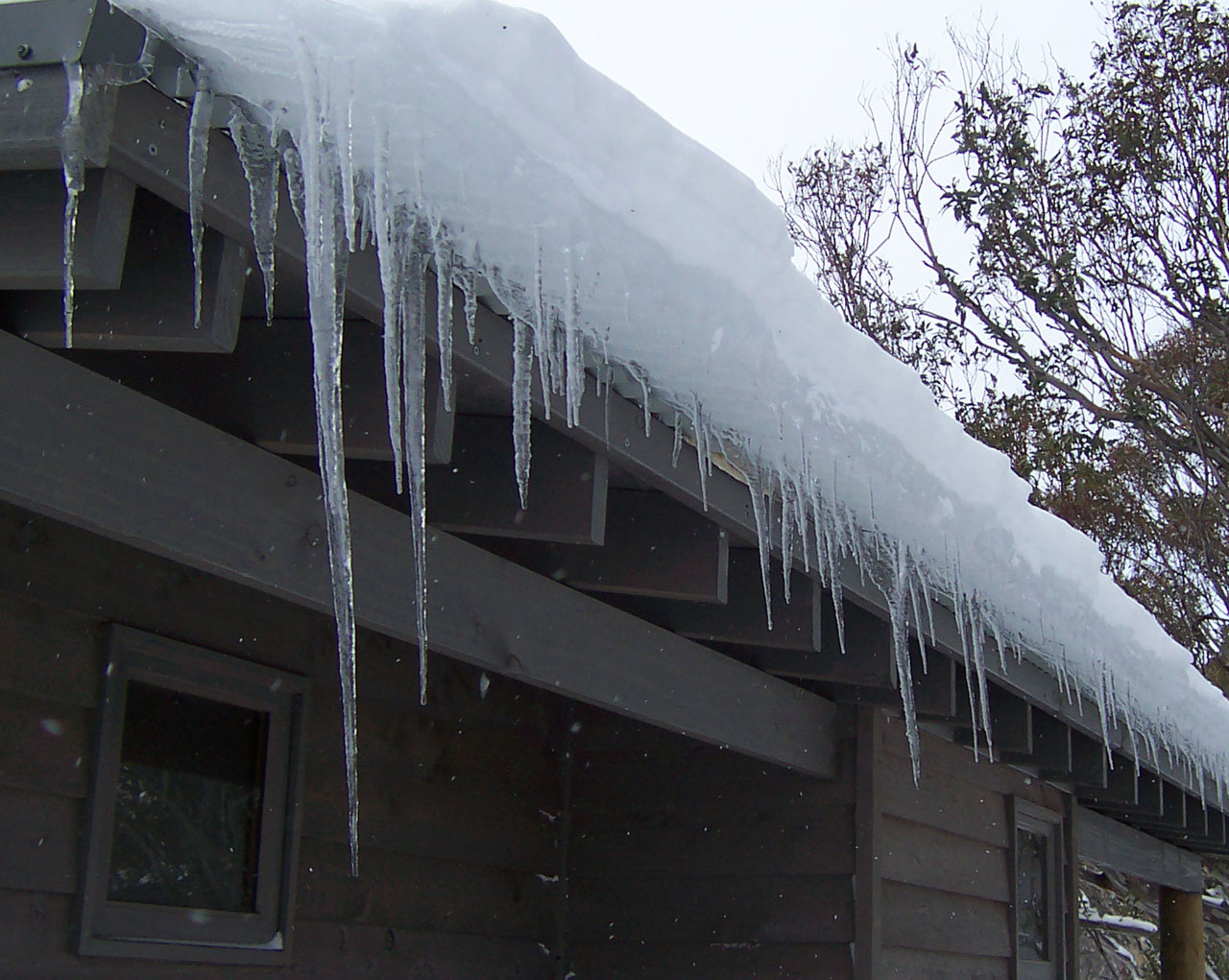
Filera de caramells al ràfec d'un teulat.
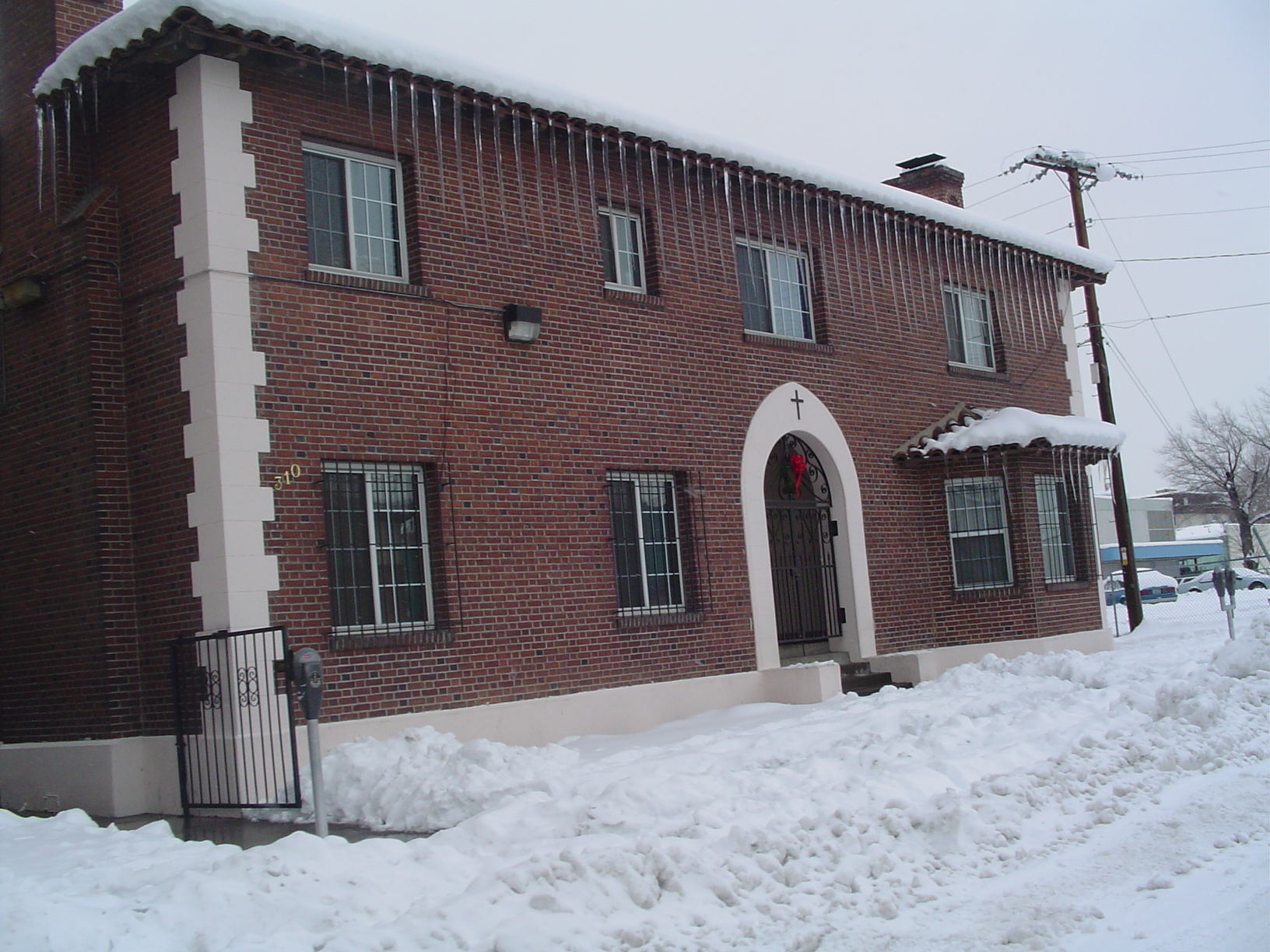
Filera de caramells equidistants penjant d'un ràfec a Reno, Nevada, EUA.
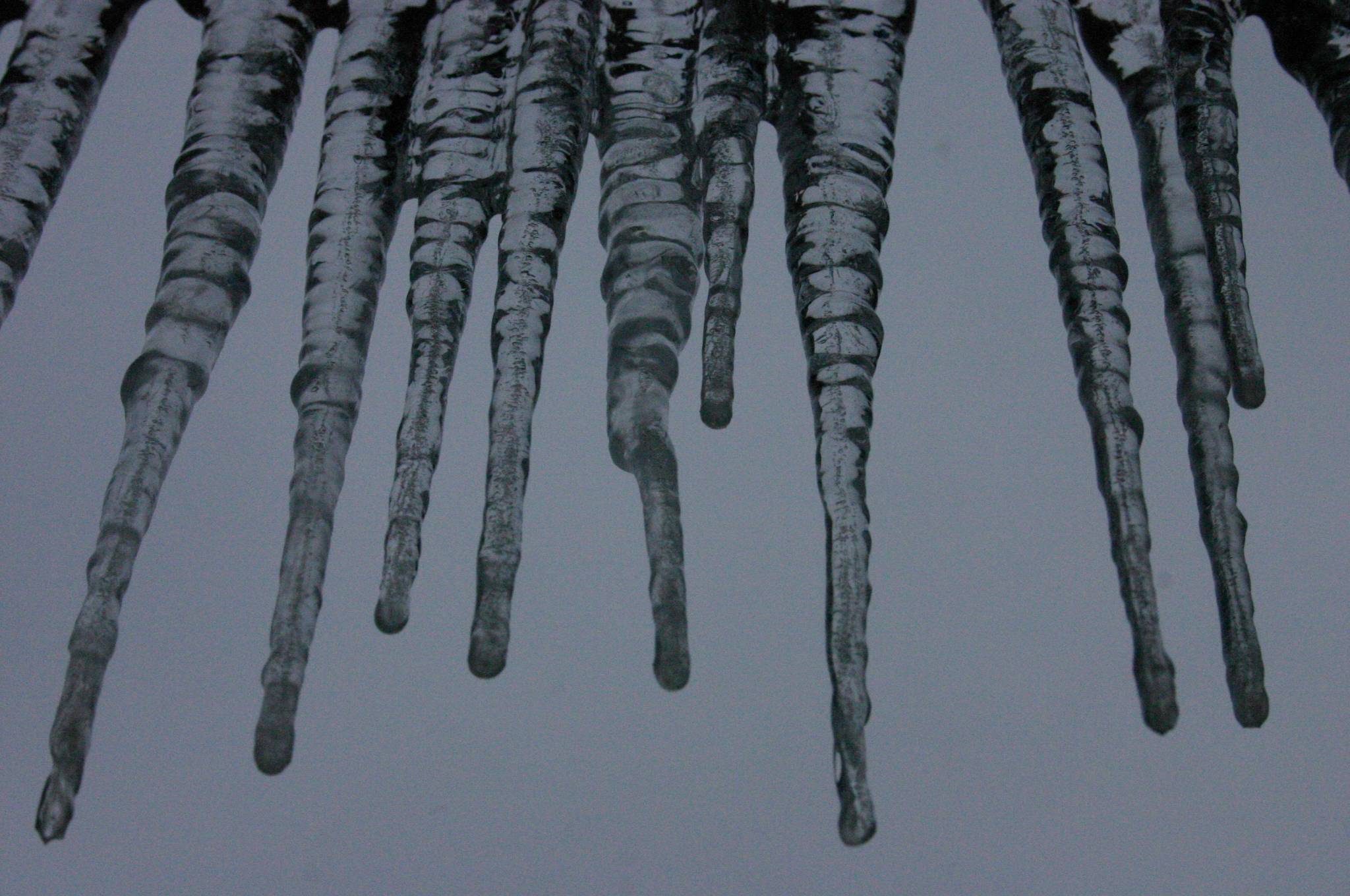
L'estructura d'uns caramells en procés de desglaç.
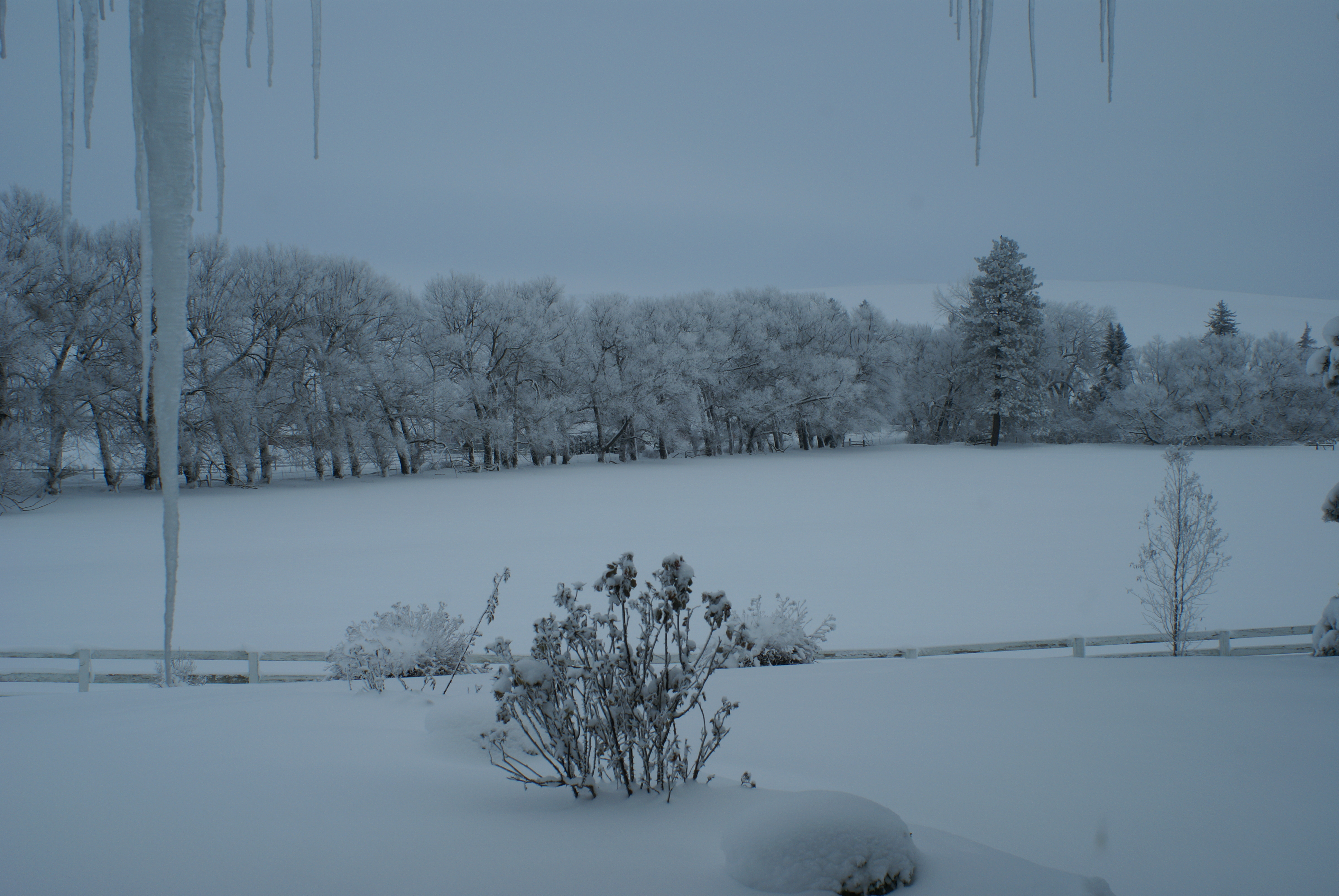
Vista des d'una finestra amb caramells a l'estat de Washington, EUA, abans d'una borrasca de neu.
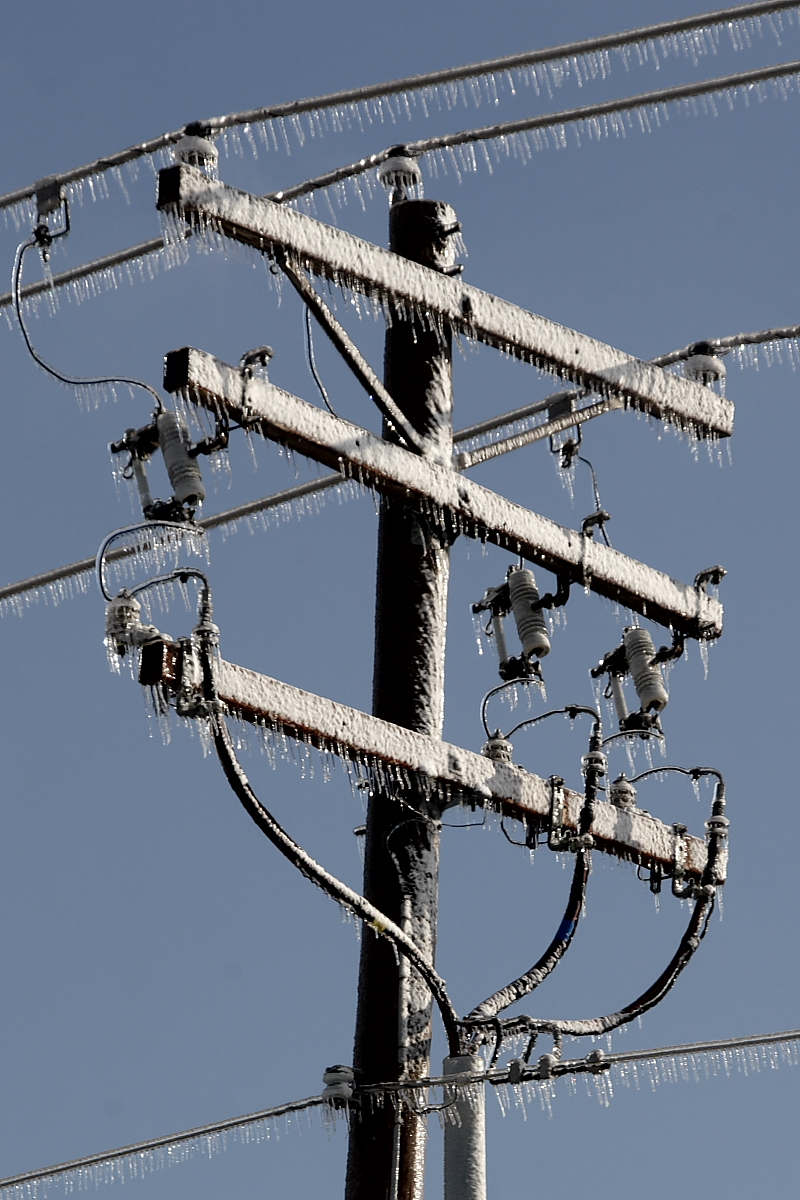
Caramells en una línia elèctrica, resultat d'una tempesta de glaç.